# Дрізд білоокий
Дрізд білоокий (Turdus jamaicensis) — вид горобцеподібних птахів родини дроздових (Turdidae). Ендемік Ямайки.

## Поширення і екологія
Білоокі дрозди мешкають у вологих рівнинних і гірських тропічних лісах та на плантаціях. Зустрічаються на висоті від 100 до 1800 м над рівнем моря.